# Aoto Osako
Aoto Osako (født 23. maj 2003) er en japansk fodboldspiller.
Han har spillet for flere forskellige klubber i sin karriere, herunder FC Tokyo.